# Eutonia
Eutonia là một chi ruồi trong họ Limoniidae.

## Các loài
- E. alleni (Johnson, 1909)
- E. barbipes (Meigen, 1804)
- E. marchandi (Alexander, 1916)
- E. phorophragma (Alexander, 1944)
- E. satsuma (Westwood, 1876)